# 弗兰克·奥申
克里斯托弗·弗朗西斯·奥申（Christopher Francis Ocean，1987年10月28日—），出生名为克里斯托弗·布里奥斯（Christopher Breaux，昵称Lonny），以其艺名弗兰克·奥申而知名，美国创作型歌手。奥申最初通过给贾斯汀·比伯、布雷杰特·凯利（Bridget Kelly）、阿瑞米德·麦金德（Aramide Makinde）以及約翰傳奇捉刀创作歌曲，进入音乐圈。2010年中旬他成为Odd Future组合的一员，在多莫·杰奈西斯（Domo Genesis）的歌曲“SteamRoller”首次公开献声。2011年2月，他发布了自己的首张混音带《Nostalgia, Ultra》，广受好评。他已发布了两首单曲“Novacane”和“Swim Good”，两者都在排行榜上获得不俗的成绩。奥申在北美和欧洲进行了7场巡演，宣传自己的混音带。
该混音带获得了知名非裔艺人坎耶·韦斯特、碧昂絲·諾利斯以及Jay-Z的注意，他出现在了韦斯特和Jay-Z的合作专辑《Watch the Throne》中。2012年1月5日，英国广播公司宣布，在其进行的2012年度之声（Sound of 2012）评选中，奥申排名第二。奥申首张录音棚专辑《Channel Orange》于2012年7月10日通过iTunes数字发行，并于17日在其他平台上发行。在该专辑内，奥申撰写了一封公开信，其中坦诚了自己曾经的同性爱恋，但由于提前举行的媒体试听后有关其性取向报道开始出现，他决定提前在自己的Tumblr上发表了全文。奥申因此成为首个公开承认自己曾爱上同性的主流非洲裔美国人音乐艺人。
2016年8月，在跳票一年后奥申发布了视觉专辑《Endless》及第二张录音棚专辑《Blonde》。

## 早年
奥申于1987年10月28日生于加州长滩，原名是 Christopher Edwin Breaux。在大约5岁时，他们家搬到路易斯安那州新奥尔良居住，那里的爵士乐场景和母亲的R&B CD影响了他对音乐的兴趣。他的父母在他六岁的时候离婚，他由母亲Katonya Breaux Riley抚养。他在高中时开始录制音乐，并做各种零工来支付录音室的费用。2005年，他从高中毕业后，就读于新奥尔良大学学习英语专业。但是，同年八月，卡特里娜飓风袭击了该地区，造成了严重的破坏。他当时录音的设施也被淹没和抢劫，这促使他暂时放弃了学业，转而专注于音乐事业。
奥申的祖父 Lionel McGruder Jr.在奥申的父亲离开家庭后，成为了奥申生活中父亲的角色。奥申很尊敬和爱戴他的祖父。他还给奥申起了“Lonny”这个昵称。奥申的祖父在 2011 年 7 月因癌症去世，这对奥申造成了很大的打击。奥申在他的录音带《Nostalgia Ultra》中收录了一首名为《There Will Be Tears》的歌曲，这首歌是他对祖父的致敬和悼念。

## 职业生涯

### 2005–2011年：开端，《Nostalgia, Ultra》
2005年，在卡特里娜飓风侵袭其家乡新奥尔良之后，奥申前往洛杉矶，追逐自己的音乐梦想。最初他只打算待6周，但是在音乐圈混熟了之后，他决定继续留在那里，扩展自己的音乐事业。他以Lonny Breaux的名称担任词曲作者，为贾斯汀·比伯、約翰傳奇、布兰蒂以及碧昂絲·諾利斯都写过歌。 他还同纳斯和法瑞尔·威廉姆斯合作过，并将在纳斯的第十张专辑中献声。对于这一时期的工作，奥申回忆道：“有一段时间我一直在为他人谱曲，如果继续这样工作，我也活得悠闲自在，而且财源滚滚还不必抛头露面。但是那不是我离开学校，离开家人搬到这里的目的。”
他确立了自己艺名弗兰克·奥申（英語：Frank Ocean）。这一名字来源于美国男歌手兼演员弗兰克·辛纳特拉以及他主演的电影《销金窝大劫案》。2009年末，奥申通过联系人引荐，加入了洛杉矶当地的嘻哈乐组合Odd Future。他在那遇到了崔克·斯图亚特（Tricky Stewart），并在他的帮助下同Def Jam唱片公司签约，成为旗下的独唱艺人。他感到自己不被唱片公司重视，并且在没有公司支持的情况下独自制作一张混音带。
2011年2月18日，奥申发布了他的第一张混音带《Nostalgia, Ultra》，广受好评。奥申感到这张混音带得到的好评让公司开始重视自己。5月19日，奥申的唱片公司宣布计划以迷你专辑形式重新发布他的混音带。 单曲“Novacane”于2011年5月31日登上iTunes，而迷你专辑的原本计划的发布日为7月26日，但后来奥申通过自己的Tumblr表示专辑不会如期发布。老鹰乐队指责奥申在未经授权的情况下，在歌曲“American Wedding”中使用了歌曲“加州旅館”的全部旋律和曲调。2012年初，弗兰克·奥申因此卷入诉讼，但因《Nostalgia/Ultra》只是混音带，没有使用商业手段营销赚钱，所以没有构成侵权。
奥申首次出镜是在造物主泰勒第二张专辑《Goblin》中的单曲“She”的音乐录影带中。他于2011年4月柯契拉音乐节上同Odd Future合作，并参与了5月12日到19日的Odd Future巡演。
2011年6月，奥申透露自己将参与制作坎耶·韦斯特和Jay-Z的合作专辑《Watch the Throne》。最后，奥申成为该专辑中“No Church in the Wild”和“Made in America”两曲的作者和合作艺人。
2011年7月28日，一首名为“Thinking About You”的歌曲通过网络泄漏出来。后来披露，这是一首样曲，是为布雷杰特·凯利的首张唱片撰写的（她将这首歌命名为《Thinking About Forever》）。9月15日，奥申的版本对应的音乐录影带发布，由High5Collective执导，但是该曲仍然被收录到了凯利的首张迷你专辑《Every Girl》中。

### 2012年至2014年：《Channel Orange》

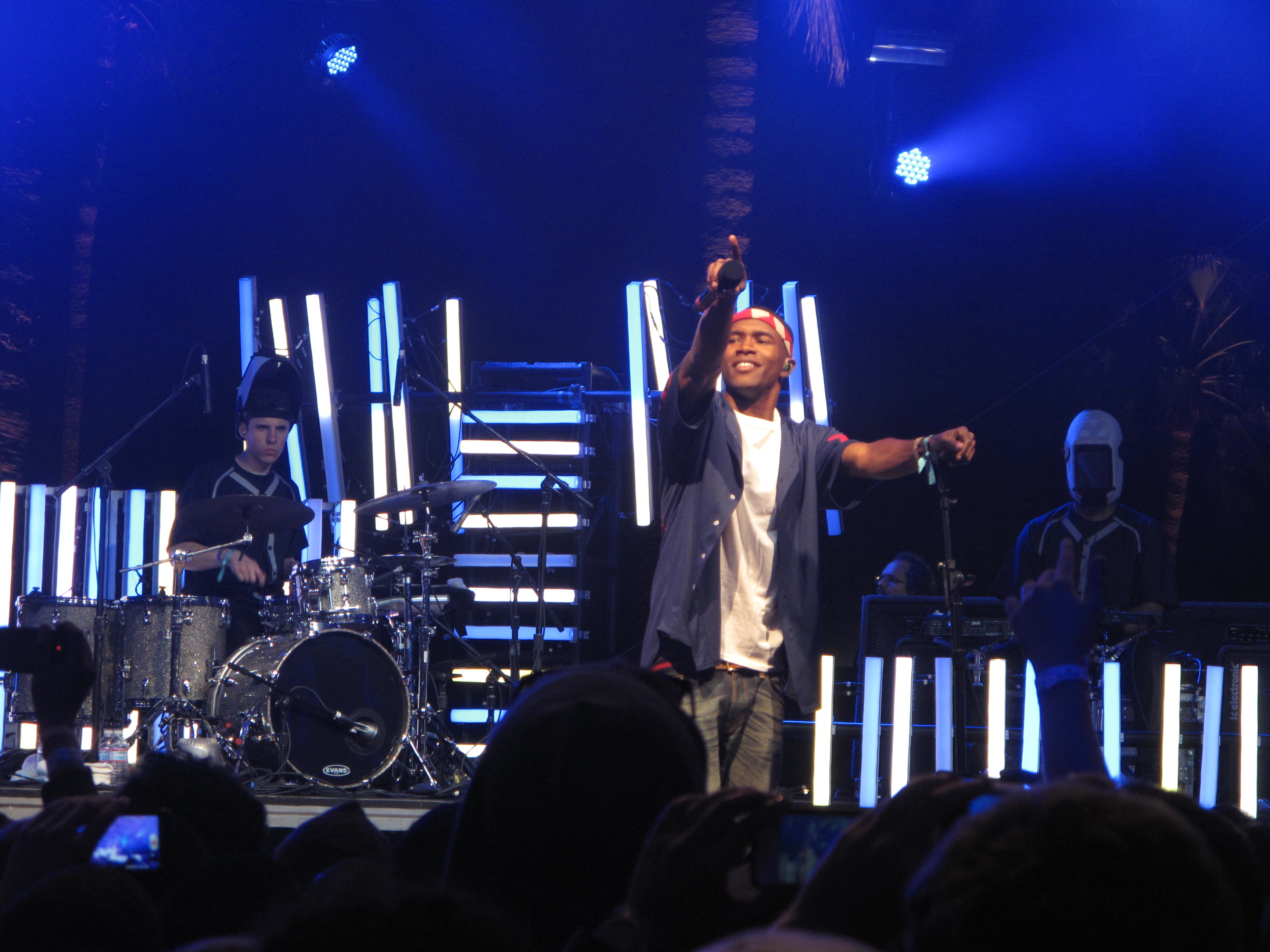
弗兰克·奥申在2012年科切拉音乐节表演

2012年3月，酷玩乐队宣布奥申将在他们8月的欧洲巡演中作为开场演出嘉宾。但后来奥申宣布退出该巡演，他同时还取消了多场演出。
奥申宣布《Thinking About You》将会作为他首张专辑的第一首单曲在4月10日发行。然而，3月8日，经过重新编曲的《Thinking About You》音频就在网上提前泄漏。
6月8日，奥申通过其Tumblr提供了“Pyramids”一曲的下载试听。
在这张专辑发行前的几天，奥申通过Tumblr发表了一封信，公开了他在19岁时和一个男人相爱的经历。19岁的时候，他遇到了一个和他同龄的男人，他们一起度过了两个夏天，每天几乎都在一起。他渐渐地意识到自己爱上了那个男人，但那个男人却不愿意承认他们之间的感情，甚至还有一个女朋友。这段经历给他带来了很多痛苦，失落，迷茫和挣扎。这份公开信得到了很多人的关注和赞扬，也被认为是黑人音乐界的一个突破。很多人表示了对 Frank Ocean 的支持和理解。他在2012年发行了他的首张录音室专辑《Channel Orange》，并获得了广泛的赞誉和成功。这张专辑包含了五首单曲，如《Thinkin Bout You》、《Pyramids》和《Super Rich Kids》。专辑融合了灵魂、放克、R&B、嘻哈、摇滚和电子等元素，创造了一种独特的声音。这张专辑的歌词主题探讨了爱情、性别、种族、社会、信仰和人生等话题。《Channel Orange》得到了极高的评价，被认为是一部经典之作，影响了一代新的跨界艺术家。这张专辑被赞扬为音乐上的创新和多样性，以及歌词上的大胆和深刻。它在美国和英国的专辑榜上都排名第二，而在美国的R&B/Hip-Hop专辑榜上排名第一。《Channel Orange》也被许多杂志和媒体评为2012年度最佳专辑，如《纽约时报》、《滚石》、《时代》和《Spin》等。
2012年7月9日，奥申在《吉米晚间秀》（Late Night With Jimmy Fallon）上表演了“Bad Religion”一曲。在2012年的MTV音乐录影带奖上奥申现场演出了“Thinkin Bout You”，该次表演获得了极大成功，成为当晚社交网站Twitter上被讨论最多的话题，并在颁奖礼结束后推动该单曲销量上涨373%，奥申的专辑销量也随之增长。他还出现在9月15日《周六夜现场》第38季的首播集中作为表演嘉宾出场，演唱了“Thinkin Bout You”和“Pyramids”。Frank Ocean 还在2012年4月在Coachella音乐节上表演，并在2013年2月接受了《纽约时报杂志》的采访，谈到了他的音乐创作和个人生活。

### 2015年至今：《Endless》和《Blonde》
2013年，奥申确认他正在录制第二张录音棚专辑。他透露自己将和造物主泰勒、法瑞尔·威廉姆斯以及Danger Mouse在专辑中合作。
2014年3月10日，歌曲“Hero”以免费下载形式在SoundCloud上发布。该曲是与米克·琼斯、保罗·赛门农和Diplo的合作曲目，是匡威三艺人一曲系列的一部分。
2014年4月，奥申宣布第二张专辑即将完成。2014年11月29日，奥申在其官方Tumblr页面发布了来自新专辑中的一首新曲“Memrise”的片段。2015年4月6日，奥申宣布该专辑将在七月发布，并有两个版本，同时还会有一本图书，但是并没有透露更多细节。但是最终专辑并未按期发布，对于延期并无任何解释。书名据称名为《Boys Don't Cry》（男孩不哭），专辑据称将包含前面提到的歌曲“Memrise”。
2016年7月，他在自己网站上发表一张图片，暗示传记可能在当月发布。图片是一张标题为“Boys Don't Cry”的图书馆借书证，上面有多个印章，暗指多个到期日。这些日期最早为2015年7月2日，最后为2016年7月。
2016年8月18日和19日，boysdontcry.co网站上出现带音乐的在线直播视频，在午夜出现苹果音乐的链接，跳转到名为《Endless》的专辑页面。该视觉专辑据称和《Boys Don't Cry》并非同一项目，因此也解释了之前奥申所说的“两个版本”。
《Endless》是一张视觉专辑，于2016年8月19日在苹果音乐上以独家流媒体视频的形式发布，是Ocean与Def Jam唱片公司解约之前的最后一张专辑。《Endless》在不同的录音室录制，包括伦敦、迈阿密和柏林，由Ocean、Vegyn、Michael Uzowuru和Troy Noka等人担任制作人。该专辑的风格包括环境流行、先锋灵魂、R&B和陷阱等，主题涉及Ocean的名人地位、爱情和心碎、以及年龄。该专辑还有Sampha和Jazmine Sullivan等人的无名客串。
在20日午夜（太平洋时间），名为“Nikes”的音乐视频上传到了奥申的苹果音乐页面上，之后在他的网站上发布。同日，奥申宣布《Boys Don't Cry》杂志将在洛杉矶、纽约市、芝加哥和伦敦发售。《Blonde》是Ocean的第二张录音室专辑，于2016年8月20日在iTunes商店和苹果音乐上发布，紧随《Endless》之后。它在发行的第一周就在美国公告牌二百强专辑榜上排名第一，销量达到了26.7万张，其中包括17.2万张的纯数字销量。它也是2016年在iTunes上最快卖出的专辑之一，仅用了一天就登顶了全球110个国家和地区的iTunes榜。截至2020年，这张专辑在美国的总销量已经超过100万张，获得了美国唱片业协会（RIAA）的白金认证。在其他国家和地区，这张专辑也取得了不错的成绩，例如在英国、加拿大、澳大利亚、新西兰等地都进入了前十名。
《Blonde》通过他自己的独立唱片公司Boys Don’t Cry和苹果音乐独家发行。这一举动引发了音乐界的一场纠纷，因为Frank Ocean在发行《Blonde》之前，已经通过Def Jam唱片公司发行了一张视觉专辑《Endless》，从而满足了他与Def Jam的合同。这意味着Frank Ocean可以在没有Def Jam的参与下，自主发行《Blonde》。这样一来，他就可以避免与Def Jam分享收入，并且可以完全掌控自己的音乐创作。这一举动引起了Def Jam和其母公司环球音乐集团（UMG）的愤怒，因为他们觉得被Frank Ocean欺骗了，并且损失了很多潜在的利润。UMG据报道禁止了旗下艺人与流媒体服务签订独家发行协议，以防止类似的事情发生。
《Blonde》有André 3000、Beyoncé和Kim Burrell等人的客串。制作人包括Ocean自己、Malay、Pharrell Williams、James Blake、Jon Brion等。该专辑从2013年开始录制，经历了多次延期和媒体的高度期待。该专辑与一本杂志《Boys Don’t Cry》同时发行。《Blonde》与《Endless》相比，具有更抽象和实验性的声音，包括R&B、前卫灵魂、迷幻流行等风格。Ocean还大量使用了变调的人声。该专辑的主题围绕Ocean处理他的男性气概和情感，受到性经历、心碎、失去和创伤的启发。

### 2017年 - 至今：《Blonded Radio》，单曲以及Homer品牌
他在2017年发布了一些单曲，如《Chanel》、《Biking》、《Lens》、《Provider》等，这些歌曲都在他的Apple Music电台节目《blonded RADIO》中首播。他也参与了一些合作，如与Calvin Harris和Migos的《Slide》、与Tyler, The Creator和Jay-Z的《Biking》、与A$AP Rocky的《RAF》等。
他在2017年进行了一些现场演出，包括在Coachella、Panorama、Lovebox等音乐节上的表演。他的演出风格很简约，只有他和一个乐队，没有任何舞台效果或背景视频。他也经常改变歌曲的编排或歌词，给观众带来新的感受。
他在2018年发布了一首单曲《Moon River》，这是一首对1961年电影《蒂凡尼的早餐》中奥黛丽·赫本演唱的同名歌曲的翻唱。这首歌获得了很多好评。
2019年10月至12月期间，Frank Ocean举办了一系列名为“PrEP+派对”的音乐派对，灵感来自于1980年代的纽约俱乐部文化，以及PrEP这种可以预防HIV感染的药物。这个派对的目的是为了“将人们聚集在一起跳舞”，并且“向如果PrEP在那个时代就被发明了的1980年代的纽约俱乐部场景致敬”。
这个派对的具体地点和嘉宾都是保密的，只有通过特定的方式才能获得邀请。这个派对也有一些规则，比如禁止歧视、拍照、视频等。这个派对上，Frank Ocean会首播一些他的新歌，或者他参与的合作歌曲，也会邀请一些其他的音乐人或DJ来表演。这个派对也会有一些与PrEP相关的信息或宣传，比如在门口发放PrEP药物的样品，或者在墙上贴上PrEP药物的广告等。
这个派对引起了一些争议，有些人认为它是一种对HIV/AIDS危机和酷儿夜生活遗产的不尊重或误解，因为它忽略了PrEP药物在当今社会中仍然存在的不平等和障碍，以及1980年代的酷儿夜生活并不是因为缺少PrEP而缺乏活力和创造力。也有些人认为它是一种对酷儿社区和音乐文化的包容和推广，因为它提高了人们对PrEP药物的认识和讨论，以及展示了Frank Ocean作为一个酷儿艺术家的创新和多样性。
他在2019年发布了两首单曲《DHL》和《In My Room》，这是他自2017年以来的第一批原创作品。与之前作品不同，这两首歌都是以电子音乐为基础。他也宣布了一个新项目《Dear April》，但没有透露具体的细节。
他在2020年发布了两首单曲《Dear April》和《Cayendo》，这是他之前在一些派对上播放过的歌曲。这两首歌都是以吉他为主要乐器，展现了他对情感和抒情的敏锐和深刻。他也为一些杂志担任过摄影师，如i-D、GQ等。
他在2021年推出了自己的奢侈品公司Homer，主要设计和销售珠宝和丝巾等配饰。Homer的第一个系列包括了镶有钻石的手链，彩色的珐琅吊坠，花纹的丝巾和金色的戒指。Homer的产品在纽约设计，在意大利手工制作，钻石是在品牌自己的国内实验室培养的。Homer的价格从几百美元到近两百万美元不等。Homer在纽约的包厘街开设了一家实体店，目前只能在店内购买。Homer这个名字代表了“将历史刻入石头”，也许与Ocean之前注册的一个公司Home Record有关。他也在Apple Music开设了一个新的电台节目Homer Radio，在其中播放自己喜欢的音乐和与嘉宾交流。

## 电台节目

### Blonded Radio
Blonded Radio是Frank Ocean的一个电台节目，它在Apple Music 1上播出，由他和他的朋友Vegyn和Roof Access主持。这个节目从2017年2月开始，到2017年8月结束，共有七期。每期节目都会首播Frank Ocean的一首新歌，或者他参与的合作歌曲，以及他喜欢的其他音乐。这个节目也会有一些采访或对话，涉及到音乐、政治、文化等话题。
在2017年8月之后，Blonded Radio没有固定的播出时间，但是偶尔会有一些特别的节目。例如，在2018年11月，为了鼓励美国人参与中期选举，他播出了三期Midterms Specials，并且在一些城市免费送出了他的周边商品给投票者。在2018年12月25日，他播出了一期Blonded Xmas，播放了一些圣诞歌曲。在2019年10月至12月期间，他又播出了四期节目，分别是Blonded 008、Blonded 009、Blonded 010和Blonded Xmas。在这些节目中，他首播了一些新歌，如《DHL》、《In My Room》、《Dear April》和《Cayendo》等，并且分享了一些他在Blonded俱乐部夜晚的现场录音。
在2021年12月25日，他又播出了一期Blonded Xmas，这次是与Wim Hof（又称“冰人”）合作的一期节目，介绍了Wim Hof的呼吸法和冰浴法，并且播放了一些Frank Ocean喜欢的音乐。

## 个人生活
2012年7月4日，奥申通过Tumblr发布了一封公开信，在其中坦言自己在2007年夏天（19岁时）爱上了一名同岁的男子。他在博文中感谢这位男子对他的影响，还感谢了自己的母亲和其他几位朋友，他写道：“我不知道现在会发生什么，但是没关系。我已不再有秘密需要掩藏……我感觉已获自由之身”，该公开信迅速引起广泛的报道。此举鼓励了很多与奥申性向相同或相近的人群勇敢地公开自己的性向。
在他的专辑《Channel Orange》中，奥申通过“Bad Religion”、“Pink Matter”和“Forrest Gump”影射了自己的双性恋倾向。
2012年12月31日，奥申在加州莫诺县因超速被警察拦下。在搜查当中，警方发现了一小袋大麻。他被指持有违禁品、驾照过期。
2013年1月27日，奥申与克里斯·布朗在西好莱坞一间录音棚的停车场中发生争斗，警方报告称共有6人参与。之前曾有报道称奥申有意起诉仍在5年保释期内的布朗，但奥申本人已通过Tumblr宣布自己无意起诉布朗。

## 音乐作品

### 录音室专辑
- 《Channel Orange》（2012年）
- 《Blonde》（2016年）

### 混音带
- 《Nostalgia, Ultra》（2011年）

### 视觉专辑
- 《Endless》（2016年）

### 单曲
- Novacane（2011）
- Swim Good（2011）
- Thinkin Bout You（2012）
- Pyramids（2012）
- Sweet Life（2012）
- Lost（2012）
- Super Rich Kids（2013）
- Nikes（2016）
- Chanel（2017）
- Biking（2017）
- Lens（2017）
- Provider（2017）
- Moon River（2018）
- DHL（2019）
- In My Room（2019）
- Dear April（2020）
- Cayendo（2020）

### 合作单曲
- She（2011），与Tyler, the Creator合作
- No Church in the Wild（2011），与Jay-Z和Kanye West合作
- Made in America（2011），与Jay-Z和Kanye West合作
- Oceans（2013），与Jay-Z合作
- Superpower（2013），与Beyoncé合作
- Slide（2017），与Calvin Harris和Migos合作
- RAF（2017），与A$AP Mob，A$AP Rocky，Playboi Carti，Quavo和Lil Uzi Vert合作
- Biking（2017），与Jay-Z和Tyler, the Creator合作
- Lens（2017），与Travis Scott合作
- Carousel（2018），与Travis Scott合作
- Purity（2018），与A$AP Rocky合作

### 参与创作的歌曲
Frank Ocean参与创作的歌曲有以下这些（不包括他自己的歌曲）：
- 1st & Love（2008），为Brandy创作
- Scared of Beautiful（2008），为Brandy创作
- Quickly（2008），为John Legend创作
- Bigger（2009），为Justin Bieber创作
- I Miss You（2011），为Beyoncé创作
- Thinking About Forever（2011），为Bridget Kelly创作
- No Church in the Wild（2011），为Jay-Z和Kanye West创作
- Made in America（2011），为Jay-Z和Kanye West创作
- Oceans（2013），为Jay-Z创作
- Superpower（2013），为Beyoncé创作
- Wolves（2016），为Kanye West创作
- The Colour in Anything（2016），为James Blake创作
- Carousel（2018），为Travis Scott创作
- Purity（2018），为A$AP Rocky创作

### 音乐录影带
| 个人单曲                                                             | 个人单曲 | 个人单曲          | 个人单曲        |
| 歌曲名                                                               | 年份     | 导演              | Ref.            |
| -------------------------------------------------------------------- | -------- | ----------------- | --------------- |
| "Acura Integurl"                                                     | 2011     | Dave Wilson       | [ 99 ]          |
| "Novacane"                                                           | 2011     | Nabil Elderkin    | [ 100 ]         |
| "Thinkin Bout You"                                                   | 2011     | High5Collective   | [ 101 ]         |
| "Swim Good"                                                          | 2011     | Nabil Elderkin    | [ 102 ]         |
| "Pyramids"                                                           | 2012     | Nabil Elderkin    | [ 103 ]         |
| "Lost"                                                               | 2013     | Francisco Soriano | [ 104 ]         |
| "Nikes"                                                              | 2016     | Tyrone Lebon      | [ 105 ]         |
| "Biking"                                                             | 2017     | 不適用            | [ 106 ] [ 107 ] |
| "Provider"                                                           | 2017     | Tom Sachs         | [ 108 ] [ 109 ] |
| 合作单曲                                                             |          |                   |                 |
| 歌曲名                                                               | 年份     | 导演              | Ref.            |
| "She" (Tyler, the Creator featuring Frank Ocean)                     | 2011     | Wolf Haley        | [ 110 ]         |
| "No Church in the Wild" (Jay-Z and Kanye West featuring Frank Ocean) | 2012     | Romain Gavras     | [ 111 ]         |
| "Superpower" (Beyoncé featuring Frank Ocean)                         | 2013     | Jonas Åkerlund    | [ 112 ]         |

## 获奖与提名
| 年度 | 主办方               | 奖项                                | 作品                                          | 结果 |
| ---- | -------------------- | ----------------------------------- | --------------------------------------------- | ---- |
| 2011 | GQ                   | 年度新人                            |                                               | 獲獎 |
| 2011 | 黑人娱乐电视嘻哈大奖 | 最佳混音带                          | nostalgia, ULTRA                              | 提名 |
| 2011 | 黑人娱乐电视嘻哈大奖 | 年度新人                            |                                               | 提名 |
| 2011 | 灵魂列车音乐奖       | 最佳新人                            |                                               | 提名 |
| 2012 | BBC                  | 2012年度之声                        |                                               | 第二 |
| 2012 | Grammis              | 年度国际专辑                        | nostalgia, ULTRA                              | 提名 |
| 2012 | MTV音乐录影带大奖    | 最佳导演                            | Swim Good                                     | 提名 |
| 2012 | MTV音乐录影带大奖    | 最佳男性录影带                      | Swim Good                                     | 提名 |
| 2012 | MTV音乐录影带大奖    | 最佳新人                            | Swim Good                                     | 提名 |
| 2012 | Q大奖                | Q大奖潜力新星（Q's Next Big Thing） |                                               | 提名 |
| 2012 | MOBO奖               | 最佳国际演出                        |                                               | 提名 |
| 2012 | 英国音乐录像带奖     | 最佳都市录像带 - 国际               | "Novacane"                                    | 獲獎 |
| 2012 | 灵魂列车音乐奖       | 年度专辑                            | Channel Orange                                | 獲獎 |
| 2013 | 格莱美奖             | 年度唱片                            | Thinkin Bout You                              | 提名 |
| 2013 | 格莱美奖             | 最佳新人                            |                                               | 提名 |
| 2013 | 格莱美奖             | 年度专辑                            | Channel Orange                                | 提名 |
| 2013 | 格莱美奖             | 最佳都市流行专辑                    | Channel Orange                                | 獲獎 |
| 2013 | 格莱美奖             | 最佳说唱合作曲目                    | No Church In The Wild（同Jay-Z及坎耶·韦斯特） | 獲獎 |
| 2013 | 格莱美奖             | 最佳音乐短片                        | No Church In The Wild（同Jay-Z及坎耶·韦斯特） | 提名 |
| 2013 | 全英音乐奖           | 国际男艺人                          |                                               | 獲獎 |
| 2013 | 公告牌音乐奖         | 最佳节奏布鲁斯歌曲                  | Thinkin Bout You                              | 提名 |
| 2013 | 公告牌音乐奖         | 最佳节奏布鲁斯专辑                  | Channel Orange                                | 提名 |